# Арсеній (Могилянський)
Арсе́ній Моги́лянський (в миру Олексій Васильович Могилянський) (17 квітня 1704, Решетилівка, Полтавський полк, Гетьманщина (нині — Полтавська область) — 8 червня 1770, Київ) — український релігійний діяч, митрополит Київський, Галицький і всієї Малої Русі (1757—1770). Брат Єпіфанія Могилянського, (настоятеля Пивогірського Миколаївського монастиря станом на 1774 р.).

## Біографія
Народився в козацькій родині у містечку Решетилівка. По материнській лінії походив із відомого роду Могил. Батько, дід і прадід кожний у свій час успадковували парафію решетилівської церкви Успіння Пресвятої Богородиці. Арсеній до 17-літнього віку виховувався вдома. Потім навчався у Києво-Могилянській академії (1721—1727) і Харківському колегіумі (1727—1735).
У 1738—1741 рр. вчителював у Харківському колегіумі, а згодом — в Устюзькій (Комі) та Тверській семінаріях (Московія), звідки 1741 р. переведений учителем до Московської слов'яно-греко-латинської академії. 
1742 року прийняв чернечий постриг у Московському Заіконоспаському монастирі. 1743 року викликаний до Санкт-Петербурга та призначений придворним проповідником імператриці Єлизавети Петрівни. Тут досяг величезного успіху. За свій талант одержав царську винагороду: діамантову панагію й діамантовий хрест з рубінами. У січні 1744 року возведений на архімандрита Троїце-Сергієвої лаври. 
25 червня 1744 року хіротонізований на архієпископа Переяславля-Залєського, водночас залишений настоятелем лаври та призначений членом Святішого Синоду РПЦ.
У 1744 році, під час поїздки імператриці Єлизавети Петрівни в Україну, Арсеній відвідав рідну Решетилівку і дізнався, що пожежею було знищено місцевий храм Успіння Пресвятої Богородиці. Протягом 1746—1749 років коштом архімандрита Арсенія на місці знищеного вогнем дерев'яного — споруджено мурований храм (зруйнований у 1920-их роках). 1749 року фундатор подарував церкві срібний позолочений хрест. У пізніші часи на правому фасаді у ніші було вміщено невелике мармурове погруддя власника Решетилівки, дійсного таємного радника та члена Державної Думи Російської імперії В. С. Попова, а також малярський портрет та образ Божої Матері. 1754 року поруч з церквою споруджено чотириярусну дзвіницю.
1752 року отримав в управління Новгород-Сіверський Спасо-Преображенський монастир. 22 жовтня 1757 року призначений Митрополитом Київським, Галицьким та всієї Малої Русі. 1763 року власним коштом спорудив мурований корпус для бідних студентів.
9 червня 1758 року прибув до Києва. Активно захищав права Київської митрополії та інтереси Київської академії, передав останній частину своєї бібліотеки. Брав участь в укладанні «Пунктів о вигодностях Малоросійського духовенства» (1767), в яких містилася вимога відновлення автономних прав Української Церкви.
Помер у Києві та похований у крипті Київського Софійського собору.

## Спадок
Владика Арсеній був близько знайомий із Григорієм Сковородою, розсилав по храмах його духовні наспіви; підтримував зв'язки з художником Григорієм Левицьким-Носом, замовляв у нього ікони та гравюри для київських храмів. Сам Арсеній теж був творчою людиною. За своє митрополиче правління видав і розіслав підвідомчому духовенству понад 650 указів, зокрема, про взаємостосунки між духовною і світською владою, про збір пожертвувань на боротьбу з інфекційними хворобами, про недопущення вінчання малолітніх з дорослими, про відповідальність за правопорушення церковнослужителів, про непорушність і святість могил та поховань. Уклав «Акафіст і службу св. Димитрію Ростовському». Деякі проповіді Арсенія були надруковані.